# 基奧伊杜鄉

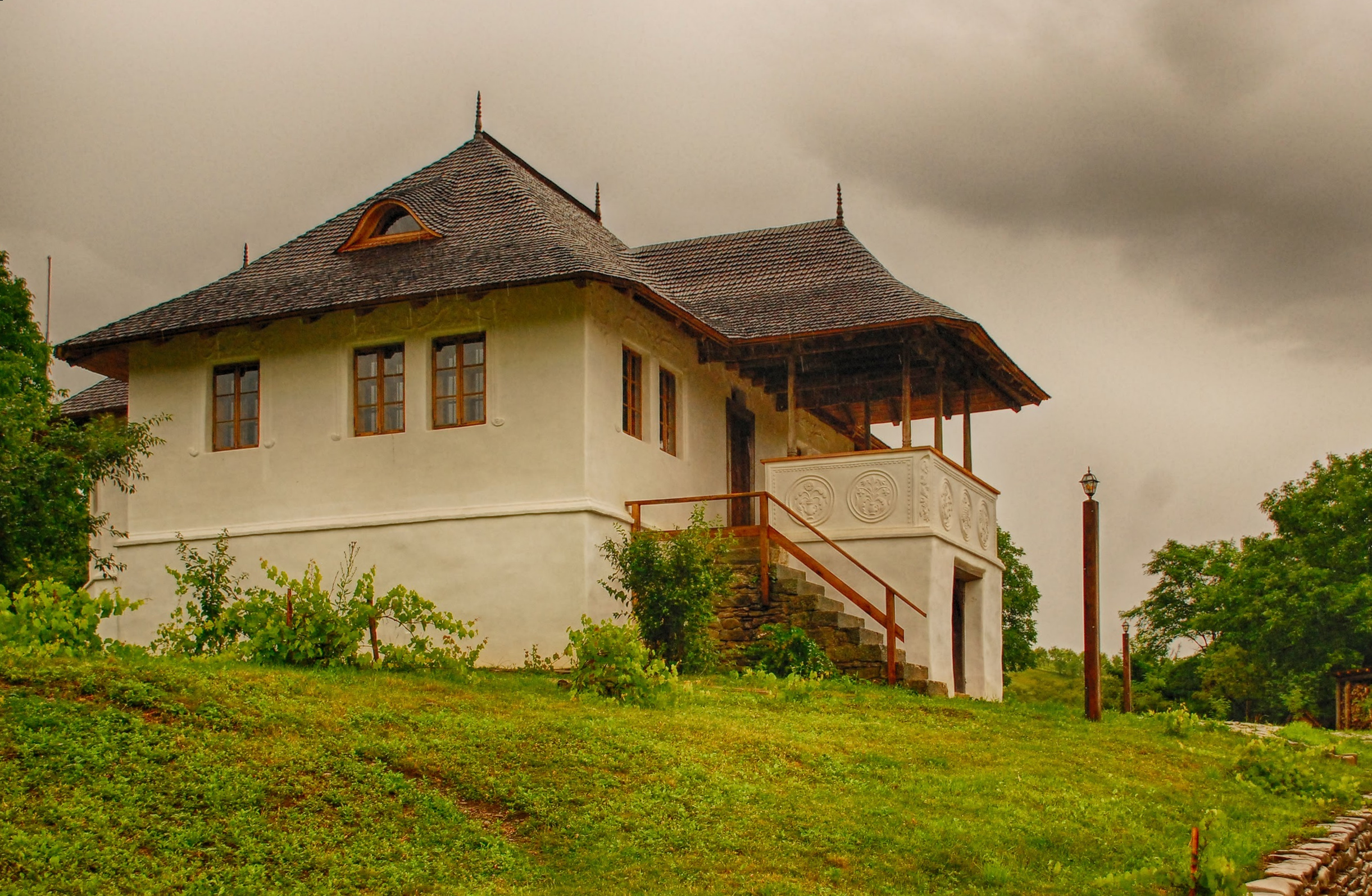

45°21′21″N 26°12′53″E / 45.35583°N 26.21472°E
基奧伊杜鄉（羅馬尼亞語：Comuna Chiojdu, Buzău），是羅馬尼亞的鄉份，位於該國東南部，由布澤烏縣負責管轄，面積128平方公里，海拔高度667米，2007年人口3,661，人口密度每平方公里29人。